# Assignació aleatòria
L'assignació aleatòria és una tècnica experimental per a la destinació de subjectes a diferents tractaments (o a cap). Per ser a l'atzar l'assignació del tractament, els atributs i característiques dels grups seran més o menys equivalents, per això qualsevol efecte observat entre els grups de tractament pot estar relacionat directament amb l'efecte del tractament i no ser una característica dels individus del grup.
En el disseny experimental, l'assignació aleatòria dels participants en l'experiment o tractament i grups de control ajuda a garantir que les diferències entre els grups i les diferències internes no siguen sistemàtiques des del principi de l'experiment. L'assignació a l'atzar no garanteix que els grups estiguen «aparellats» o siguen equivalents, només que les diferències en són casuals.
L'assignació aleatòria facilita la comparança dels experiments amb la creació de grups semblants.

## L'assignació aleatòria
- Pas 1: comença amb una col·lecció de temes. Per exemple, 20 persones.
- Pas 2: elabora un mètode per seleccionar a l'atzar purament mecànic (per exemple, llançar una moneda enlaire).
- Pas 3: assigna els subjectes amb «cara» a un grup: grup de control. Assigna els subjectes amb «creu» a l'altre grup: grup experimental.

## Exemple
Considerem la possibilitat d'un experiment amb un grup de tractament i un grup de control. Suposem que l'experimentador ha reclutat 50 persones per a l'experiment: 25 amb els ulls blaus i 25 amb els ulls castanys. Si l'experimentador hagués de cedir totes les persones d'ulls blaus al grup de tractament i totes les d'ulls castanys al de control, els resultats podrien estar-ne esbiaixats. En analitzar els resultats, cal preguntar-se si un efecte observat es deu a l'aplicació de la condició experimental o, de fet, a causa del color d'ulls.
Amb l'assignació a l'atzar, es podria assignar a l'atzar individus per a tractament o control i així tenir millor oportunitat de detectar si un canvi observat és a causa de l'atzar o a causa del tractament experimental.
Si un grup assignat aleatòriament es compara amb la mitjana es pot descobrir que estadísticament es diferencien, malgrat que s'hagen assignat al mateix grup. Si una prova de significació estadística s'aplica als grups per posar a prova la diferència entre la mostra assignada a l'atzar, això significa en contra de la hipòtesi nul·la que són iguals a la mitjana de la població (mitjana poblacional de les diferències = 0). Donada la distribució de probabilitat, la hipòtesi nul·la a vegades es «rebutja» perquè no es considera plausible. Els grups seran prou diferents en la variable contrastada i es conclou estadísticament que no provenen de la mateixa població, malgrat que, en el procés, pogueren ser assignats al mateix grup. En l'exemple anterior, utilitzant l'assignació aleatòria, es pot crear una assignació als grups amb 20 persones d'ulls blaus i 5 persones d'ulls castanys en un grup. Aquest és un fet rar en virtut de l'assignació a l'atzar, però podria succeir i, quan ocorre, pot afegir una mica de dubte a l'agent causal de la hipòtesi experimental.
A causa que la majoria de proves estadístiques bàsiques requereixen la hipòtesi d'una població de mostra a l'atzar independent, l'assignació aleatòria és el mètode d'assignació desitjat, ja que proporciona el control de tots els atributs dels membres de les mostres, i proporciona la base matemàtica per calcular la probabilitat d'equivalència de grup. Un modelatge estadístic més avançat es podria utilitzat per a adaptar la inferència al mètode de mostreig.

## Història
L'aleatorització posà l'accent en la teoria de la inferència estadística de Charles Sanders Peirce en Il·lustracions de la lògica de la ciència (1877-1878) i Una teoria de la inferència probable (1883).
Un famós experiment de Charles S. Peirce inspirà altres investigadors de la psicologia i l'educació, i desenvolupà una tradició de recerca d'experiments aleatoris en els laboratoris i llibres especialitzats.
Jerzy Neyman advocà l'aleatorització en el mostreig de l'enquesta (1934) i en alguns experiments (1923). Ronald A. Fisher es decantà per l'assignació a l'atzar en la seua obra sobre el disseny experimental (1935).